# Алмиш
Алмиш (Almış iltäbär, Almysh Elteber, Almish Yiltawar; на арабски: ألمش بن يلطوار; IX – X век) е елтебер на съюз от няколко тюркоезични племена в региона на сливането на реките Волга и Кама и първият мюсюлмански владетел (емир) на Волжка България.

## Име и титли
Както името, така и титлите на Алмиш се срещат в различните източници като Алмиш, Алмуш, Алмаз, Алмас хан, Алмъш илтебер, Алмъш емир, Алмъш мелик, Алмъш патша, както и ислямизираните Алмъш Абдалах Джагфар ибн Шилки, Джагфар ибн Абдуллах, Джагфар бен Абдулла, Алмаз бин Шауки Балтаург, емир Джагфар бен Силки хан и Алмъш Джагфар ибн Шилки, на арабски: ألمش بن يلطوار. Според живелия в същия период персийски административен географ ибн Хордадбех в края на IX век владетелят на Волжка България е „княз/хан на сакалибите, от които може да се набавят роби“. Сведението за Алмиш се дължи на Ахмед ибн Фадлан, пратеник на абасидския халиф ал-Муктадир през 921 – 922 г., и неговия пътепис. В началото на превода му от арабски на руски език е записан като „Алмуш, син на йълтъвар Шилки, царя на славяните“. В превод на английски език е записан като „Алмиш, син на Шилки, йълтаваря, краля на сакалибите“. В превода на български език е записан като „Алмуш на Хазар, син на Балтацар – цар на славяните“. Смята се, че арабското наименование „сакалиба“ неправилно се превежда като славяни.

## Управление
Алмиш е син на Шилки и вероятно го наследява като елтебер в края на IX или началото на X век. Остава васал на зет си хазарския хаган, комуто плаща данък и е дал свой син за заложник. Въпреки тези очевидни гаранции се счита, че Алмиш активно се противопоставя на политическото върховенство на хазарите. Той изпраща пратеници в Багдад при техния враг абасидския халиф ал-Муктадир. Халифът отвръща с изпращане на експедиция (мирно пратеничество) под ръководството на Саусан ал-Раси, в която участва ибн Фадлан като съветник по религиозните и правни въпроси. Успешно е сключен съюз с Алмиш, а ислямът е приет за официална религия на подвластните му земи. Счита се, че това става през 922 г., с което властта във Волжко-Камска България се централизира. Алмиш приема името Джафар от пълното име на халиф ал-Муктадир и посмъртно нарича баща си Абдуллах. В следващите години Волжка България преживява културен подем, отварят се джамии и медресета, от арабския свят идват редица богослови, медици, философи, поети и дори преписвачи на Корана и сунните. Столицата на Алмиш, Булгар, се превръща в „Северна Мека“.

## Семейство
Ибн Фадлан споменава съпругата, синове, дъщери, братя и бащата на Алмиш. Той има няколко сина, като единият е заложник при хазарите, и поне две дъщери – едната омъжена за хазарския хаган, а другата за вожда на племето есегели. Огузкият военачалник Етрек, син на Катаган, нарича Алмиш „моя роднина/сват“.